# بيل سميث (مصمم مجوهرات)
بيل سميث (بالإنجليزية: Bill Smith)‏ هو مصمم أزياء أمريكي، ولد في 1936 في ماديسون في الولايات المتحدة.